# جاناتان هایت
جاناتان هایت (انگلیسی: Jonathan Haidt؛ زادهٔ ۱۹ اکتبر ۱۹۶۳) روان‌شناس اجتماعی و استاد دانشگاه نیویورک اهل ایالات متحده آمریکا با تخصص روان‌شناسی اخلاق است. او از سوی دو مجلهٔ فارن پالیسی و پراسپکت در فهرست برترین اندیشمندان جهان جای گرفته است. کتاب نسل مضطرب و ذهن درستکار از جمله آثار مورد توجه اویند.